# Luisa Enriqueta de Borbón-Conti
Luisa Enriqueta de Borbón-Conti (en francés, Louise-Henriette de Bourbon-Conti; París, 20 de junio de 1726-ibidem, 9 de febrero de 1759) fue duquesa de Chartres y de Orleans por matrimonio.
Luisa Enriqueta era la única hija del príncipe Luis Armando II de Borbón-Conti y de Luisa Isabel de Borbón-Condé. En 1752, su marido se convirtió en cabeza de la familia Orleans y príncipe de sangre, el personaje público más importante después de la familia real francesa. La pareja por lo tanto fue nombrada Monsieur le Prince y Madame la Princesse. Era conocida por su vida escandalosa y hubo rumores sobre su promiscuidad. Fue abuela del rey Luis Felipe I de Francia.

## Nacimiento
Sus padres eran primos, y su madre era la hija preferida de Luisa Francisca de Borbón, hija legitimada del rey Luis XIV de Francia y de su amante, Madame de Montespan.
Su padre murió en 1727 cuando tenía un año debido a una "inflamación del pecho", por lo que su crianza dependió de su madre. Se sabía que su padre abusaba de su esposa, aunque antes de morir se disculpó. Su hermano mayor sobreviviente Luis Francisco de Borbón-Contí se convirtió en el Príncipe de Contí. Ya que era descendiente directo del Rey Sol, Luisa Enriqueta era princesa de sangre y en su infancia fue llamada Mademoiselle de Conti.

## Matrimonio

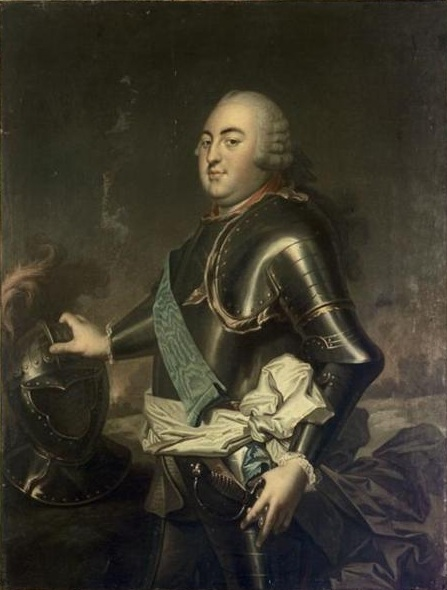
Luis Felipe de Orleans, esposo de Luisa Enriqueta.

Uno de los primos de Luisa Enriqueta, Luis Juan María de Borbón, hijo del conde de Toulouse, pidió su mano. Sin embargo, la elección de su madre y la suya propia recayó sobre el heredero de la más prestigiosa Casa de Orleans, y el 17 de diciembre de 1743, a la edad de diecisiete años, Luisa Enriqueta se casó con su primo en segundo grado, Luis Felipe de Orleans, duque de Chartres, en la Capilla del Palacio de Versalles.
Su madre, Luisa Isabel, con este matrimonio pretendía poner fin a las rivalidades familiares entre las casas de Condé y Orleans; la fuente del conflicto era la antipatía entre Luisa Francisca de Borbón y Francisca María de Borbón, madre y tía de Luisa Isabel, y ambas hijas legitimadas del Rey Sol.
El padre del esposo, el duque Luis I de Orleans, aceptó la propuesta principalmente ya que la joven princesa había crecido en un convento; de cualquier forma, tras el inicio de una relación muy pasional, el comportamiento escandaloso de Luisa Enriqueta provocó la ruptura en la pareja.

## Descendencia
Luisa Enriqueta y Luis Felipe tuvieron tres hijos:
1. Una hija (1745).
2. Luis Felipe II (1747-1793), conocido como Felipe Igualdad (Philippe-Égalité ) durante la Revolución francesa. Casado con Luisa María Adelaida de Borbón.
3. Luisa María Teresa Batilde (1750-1822), última princesa de Condé, conocida durante la revolución como Ciudadana Verdad (Citoyenne Vérité). Casada con Luis Enrique José de Borbón-Condé.

Durante la revolución de 1789, Felipe Igualdad (Philippe-Égalité) declaró públicamente que su verdadero padre no era Luis Felipe, sino un cocinero de la Casa Real; este hecho es poco probable debido a la enorme semejanza física que tenía con el marido de su madre. Es más que seguro que estas declaraciones hayan sido hechas con la motivación de crear empatía con el pueblo llano de Francia.

## Muerte

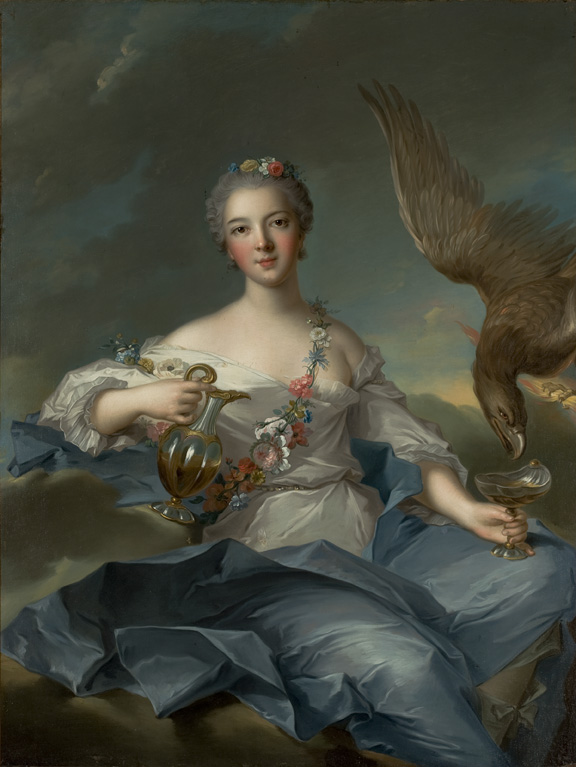
Luisa Enriqueta retratada por Jean-Marc Nattier.

Luisa Enriqueta murió el 9 de febrero de 1759, a la edad de treinta y dos años, en su residencia de París. Se decía que su muerte se debía a su vida disoluta, sus hijos tenían once y ocho años. Fue sepultada en Val-de-Grâce, en París.

## Antepasados
|  |                                                 |  |  |  |  |  |  |  |  |  |  |  |  |  |  |  |
|  | 16. Enrique II de Borbón-Condé                  |  |  |  |  |  |  |  |  |  |  |  |  |  |  |  |
|  |                                                 |  |  |  |  |  |  |  |  |  |  |  |  |  |  |  |
|  |                                                 |  |  |  |  |  |  |  |  |  |  |  |  |  |  |  |
|  | 8. Armando de Borbón-Conti                      |  |  |  |  |  |  |  |  |  |  |  |  |  |  |  |
|  |                                                 |  |  |  |  |  |  |  |  |  |  |  |  |  |  |  |
|  |                                                 |  |  |  |  |  |  |  |  |  |  |  |  |  |  |  |
|  | 17. Carlota Margarita de Montmorency            |  |  |  |  |  |  |  |  |  |  |  |  |  |  |  |
|  |                                                 |  |  |  |  |  |  |  |  |  |  |  |  |  |  |  |
|  |                                                 |  |  |  |  |  |  |  |  |  |  |  |  |  |  |  |
|  | 4. Francisco Luis de Borbón-Conti               |  |  |  |  |  |  |  |  |  |  |  |  |  |  |  |
|  |                                                 |  |  |  |  |  |  |  |  |  |  |  |  |  |  |  |
|  |                                                 |  |  |  |  |  |  |  |  |  |  |  |  |  |  |  |
|  | 18. conde Gerónimo Martinozzi                   |  |  |  |  |  |  |  |  |  |  |  |  |  |  |  |
|  |                                                 |  |  |  |  |  |  |  |  |  |  |  |  |  |  |  |
|  |                                                 |  |  |  |  |  |  |  |  |  |  |  |  |  |  |  |
|  | 9. Ana María Martinozzi                         |  |  |  |  |  |  |  |  |  |  |  |  |  |  |  |
|  |                                                 |  |  |  |  |  |  |  |  |  |  |  |  |  |  |  |
|  |                                                 |  |  |  |  |  |  |  |  |  |  |  |  |  |  |  |
|  | 19. Laura Margarita Mazarino                    |  |  |  |  |  |  |  |  |  |  |  |  |  |  |  |
|  |                                                 |  |  |  |  |  |  |  |  |  |  |  |  |  |  |  |
|  |                                                 |  |  |  |  |  |  |  |  |  |  |  |  |  |  |  |
|  | 2. Luis Armando II de Borbón-Conti              |  |  |  |  |  |  |  |  |  |  |  |  |  |  |  |
|  |                                                 |  |  |  |  |  |  |  |  |  |  |  |  |  |  |  |
|  |                                                 |  |  |  |  |  |  |  |  |  |  |  |  |  |  |  |
|  | 20. Luis II de Borbón-Condé Le Grand Condé      |  |  |  |  |  |  |  |  |  |  |  |  |  |  |  |
|  |                                                 |  |  |  |  |  |  |  |  |  |  |  |  |  |  |  |
|  |                                                 |  |  |  |  |  |  |  |  |  |  |  |  |  |  |  |
|  | 10. Enrique III de Borbón-Condé (=12)           |  |  |  |  |  |  |  |  |  |  |  |  |  |  |  |
|  |                                                 |  |  |  |  |  |  |  |  |  |  |  |  |  |  |  |
|  |                                                 |  |  |  |  |  |  |  |  |  |  |  |  |  |  |  |
|  | 21. Claire-Clémence de Maillé-Brézé             |  |  |  |  |  |  |  |  |  |  |  |  |  |  |  |
|  |                                                 |  |  |  |  |  |  |  |  |  |  |  |  |  |  |  |
|  |                                                 |  |  |  |  |  |  |  |  |  |  |  |  |  |  |  |
|  | 5. María Teresa de Borbón-Condé                 |  |  |  |  |  |  |  |  |  |  |  |  |  |  |  |
|  |                                                 |  |  |  |  |  |  |  |  |  |  |  |  |  |  |  |
|  |                                                 |  |  |  |  |  |  |  |  |  |  |  |  |  |  |  |
|  | 22. Eduardo, conde Palatino de Simmern          |  |  |  |  |  |  |  |  |  |  |  |  |  |  |  |
|  |                                                 |  |  |  |  |  |  |  |  |  |  |  |  |  |  |  |
|  |                                                 |  |  |  |  |  |  |  |  |  |  |  |  |  |  |  |
|  | 11. Ana Enriqueta del Palatinado (=13)          |  |  |  |  |  |  |  |  |  |  |  |  |  |  |  |
|  |                                                 |  |  |  |  |  |  |  |  |  |  |  |  |  |  |  |
|  |                                                 |  |  |  |  |  |  |  |  |  |  |  |  |  |  |  |
|  | 23. Princesa Ana María de Gonzaga-Nevers        |  |  |  |  |  |  |  |  |  |  |  |  |  |  |  |
|  |                                                 |  |  |  |  |  |  |  |  |  |  |  |  |  |  |  |
|  |                                                 |  |  |  |  |  |  |  |  |  |  |  |  |  |  |  |
|  | 1. Luisa Enriqueta de Borbón-Conti              |  |  |  |  |  |  |  |  |  |  |  |  |  |  |  |
|  |                                                 |  |  |  |  |  |  |  |  |  |  |  |  |  |  |  |
|  |                                                 |  |  |  |  |  |  |  |  |  |  |  |  |  |  |  |
|  | 24. Luis II de Borbón-Condé Le Grand Condé      |  |  |  |  |  |  |  |  |  |  |  |  |  |  |  |
|  |                                                 |  |  |  |  |  |  |  |  |  |  |  |  |  |  |  |
|  |                                                 |  |  |  |  |  |  |  |  |  |  |  |  |  |  |  |
|  | 12. Enrique III de Borbón-Condé (=10)           |  |  |  |  |  |  |  |  |  |  |  |  |  |  |  |
|  |                                                 |  |  |  |  |  |  |  |  |  |  |  |  |  |  |  |
|  |                                                 |  |  |  |  |  |  |  |  |  |  |  |  |  |  |  |
|  | 25. Claire-Clémence de Maillé-Brézé             |  |  |  |  |  |  |  |  |  |  |  |  |  |  |  |
|  |                                                 |  |  |  |  |  |  |  |  |  |  |  |  |  |  |  |
|  |                                                 |  |  |  |  |  |  |  |  |  |  |  |  |  |  |  |
|  | 6. Luis III de Borbón-Condé                     |  |  |  |  |  |  |  |  |  |  |  |  |  |  |  |
|  |                                                 |  |  |  |  |  |  |  |  |  |  |  |  |  |  |  |
|  |                                                 |  |  |  |  |  |  |  |  |  |  |  |  |  |  |  |
|  | 26. Eduardo, conde Palatino de Simmern          |  |  |  |  |  |  |  |  |  |  |  |  |  |  |  |
|  |                                                 |  |  |  |  |  |  |  |  |  |  |  |  |  |  |  |
|  |                                                 |  |  |  |  |  |  |  |  |  |  |  |  |  |  |  |
|  | 13. Ana Enriqueta del Palatinado (=11)          |  |  |  |  |  |  |  |  |  |  |  |  |  |  |  |
|  |                                                 |  |  |  |  |  |  |  |  |  |  |  |  |  |  |  |
|  |                                                 |  |  |  |  |  |  |  |  |  |  |  |  |  |  |  |
|  | 27. Princesa Ana María de Gonzaga-Nevers        |  |  |  |  |  |  |  |  |  |  |  |  |  |  |  |
|  |                                                 |  |  |  |  |  |  |  |  |  |  |  |  |  |  |  |
|  |                                                 |  |  |  |  |  |  |  |  |  |  |  |  |  |  |  |
|  | 3. Luisa Isabel de Borbón-Condé                 |  |  |  |  |  |  |  |  |  |  |  |  |  |  |  |
|  |                                                 |  |  |  |  |  |  |  |  |  |  |  |  |  |  |  |
|  |                                                 |  |  |  |  |  |  |  |  |  |  |  |  |  |  |  |
|  | 28. Rey Luis XIII de Francia                    |  |  |  |  |  |  |  |  |  |  |  |  |  |  |  |
|  |                                                 |  |  |  |  |  |  |  |  |  |  |  |  |  |  |  |
|  |                                                 |  |  |  |  |  |  |  |  |  |  |  |  |  |  |  |
|  | 14. Luis XIV de Francia                         |  |  |  |  |  |  |  |  |  |  |  |  |  |  |  |
|  |                                                 |  |  |  |  |  |  |  |  |  |  |  |  |  |  |  |
|  |                                                 |  |  |  |  |  |  |  |  |  |  |  |  |  |  |  |
|  | 29. Reina Ana de Austria                        |  |  |  |  |  |  |  |  |  |  |  |  |  |  |  |
|  |                                                 |  |  |  |  |  |  |  |  |  |  |  |  |  |  |  |
|  |                                                 |  |  |  |  |  |  |  |  |  |  |  |  |  |  |  |
|  | 7. Luisa Francisca de Borbón                    |  |  |  |  |  |  |  |  |  |  |  |  |  |  |  |
|  |                                                 |  |  |  |  |  |  |  |  |  |  |  |  |  |  |  |
|  |                                                 |  |  |  |  |  |  |  |  |  |  |  |  |  |  |  |
|  | 30. Gabriel de Rochechouart, duque de Mortemart |  |  |  |  |  |  |  |  |  |  |  |  |  |  |  |
|  |                                                 |  |  |  |  |  |  |  |  |  |  |  |  |  |  |  |
|  |                                                 |  |  |  |  |  |  |  |  |  |  |  |  |  |  |  |
|  | 15. Madame de Montespan                         |  |  |  |  |  |  |  |  |  |  |  |  |  |  |  |
|  |                                                 |  |  |  |  |  |  |  |  |  |  |  |  |  |  |  |
|  |                                                 |  |  |  |  |  |  |  |  |  |  |  |  |  |  |  |
|  | 31. Diana de Grandseigne                        |  |  |  |  |  |  |  |  |  |  |  |  |  |  |  |
|  |                                                 |  |  |  |  |  |  |  |  |  |  |  |  |  |  |  |
|  |                                                 |  |  |  |  |  |  |  |  |  |  |  |  |  |  |  |